# Kundi
Kundi is een plaats in het bestuurlijke gebied Bangka Barat in de provincie  Bangka-Belitung, Indonesië. De plaats telt 2213 inwoners (volkstelling 2010).